# 코일라
코일라(Koyla)는 인도에서 제작된 라케쉬 로샨 감독의 1997년 액션, 코미디, 범죄, 드라마 영화이다. 샤룩 칸 등이 주연으로 출연하였고 라케쉬 로샨 등이 제작에 참여하였다.

## 출연

### 주연
- 샤룩 칸
- 마두리 딕시

### 조연
- 암리쉬 푸리
- 란짓
- 살림 구즈
- 잭 가우드
- 수레쉬 차트왈
- 모니쉬 발
- 히마니 시브푸리
- 프라딥 싱 라워
- 램 싱
- 로버트
- 자니 레버
- 슈바 코트
- 라자크 칸

## 제작진
- 각색: 앤워 칸
- 의상: 애너 싱